# Claude Lesur
Michelle Lesur, dite Claude Lesur, née le 25 novembre 1931 à Batna en Algérie et morte le 7 juin 2025 à Fresnoy-le-Grand, est une artiste peintre, créatrice de costume, mosaïste et artiste textile française.

## Biographie
Fille de Marcel Lesur, officier militaire et peintre amateur, et d'Alexe Exiga-Versini, collectionneuse d'art, elle découvre la peinture très jeune et dans les meilleures conditions. Son père lui confie très vite son matériel artistique. Sa mère, qui connait personnellement les peintres Raoul Dufy, Simon Mondzain et André Marchand, ainsi que le sculpteur Pryas, lui fait découvrir l'histoire de l'art, l’entraîne visiter des musées dès sa plus tendre enfance.
Son père, en poste dans les colonies, est, à la suite de l'Algérie, muté en Syrie puis au Liban, avant d'être rapatrié en France en 1941.
À l'âge de 12 ans, elle peint sa première œuvre, une marine peinte à l'huile, qui est montrée par sa mère à Raoul Dufy. Celui-ci reconnait dans la toile "un œil et un tempérament de peintre", et encourage Claude Lesur à suivre des cours.
Elle s'inscrit alors à l'Académie Julian, tout en suivant des cours de dessin auprès du sculpteur Pryas, et réalise des copies d'œuvres de maîtres au Louvre, ce qui lui permet d'être admise à l'Ecole des Beaux-Arts de Paris en 1957. Pendant une brève période, elle est aussi élève de Fernand Léger dans son atelier parisien.
Peintre coloriste, expressionniste, aimant les portraits, Claude Lesur cherche à rendre aux paysages leur âme et leur fraîcheur. Si elle dessine aussi, principalement à l'encre de Chine, ses émotions s'expriment d'abord dans la peinture à l'huile et dans l'aquarelle, dans la passion du rythme et de la couleur[réf. souhaitée].
Le peintre et critique d'art chinois Wei Dong reconnait en elle un talent "qui l'inscrit dans la lignée des meilleurs coloristes tels Gauguin et Matisse".
Dans les années 1980 et 1990, elle séjourne au moins une fois par an à Savièse en Suisse, qui est alors une de ses principales sources d'inspiration.
Elle meurt le 7 juin 2025.

## Expositions personnelles
- 1960 : Exposition à la Maison de la Pensée Française à Paris, avec André Minaux et Picasso. Plusieurs grandes compositions sont exposées dont L'attente à fond rouge[4].
- 1962 à 1988 : Exposition au Salon d’automne à Paris et au Salon de la Jeune Peinture.
- 1966 à 1970 : Exposition à la Galerie Pétridès à Paris.
- 1970 : Exposition à Reykjavik en Islande.
- 1975 : Exposition à l’Orangerie du Luxembourg à Paris sous le patronage du Président du Sénat[5].
- 1976 à 1978 : Exposition au Salon d'art contemporain de Montrouge.
- 1976 à 1988 : En mai de chaque année, à Paris, à l’hôtel de Saint-Aignan, dans le cadre du "Festival musical de Saint-Aignan" qu'elle a créé et dont elle assure la direction artistique, elle expose des peintures et des tentures murales créées pour l’occasion. Elle conçoit aussi les décors et costumes des opéras qui sont interprétés dans le cadre du festival. En 1980, l'opéra Livietta e Tracollo de Pergolèse, dont le manuscrit venait d'être découvert, est joué pour la première fois depuis 1753[6]. Cet évènement annuel accueille divers interprètes tels Marc Minkowski, Jean-Yves Thibaudet, Marielle Nordmann, Jacques Villisech[7], l'Ensemble Gilles Binchois, le Quatuor Via Nova ou le Néo Jazz Quartet (formé par Christian Garros, Michel de Villers, Roger Guérin et Pierre Michelot). Certains compositeurs y créent en outre certaines de leurs œuvres, tels Germaine Tailleferre, Betsy Jolas, Daniel-Lesur, Patrice Sciortino[8] ou Raffi Ourgandjian[9],[10],[11].
- 1981 : Exposition à la Biennale de l’Association Nationale des Lettres, des Arts et de la Musique à Québec.
- 1987 à 1990 : Exposition au Salon de l'Union des femmes peintres et sculpteurs au Grand Palais à Paris.
- 1990 : À Fresnoy-le-Grand en Picardie, création et présidence du Centre d'Art Actif Lesur, association qui réalise, avec l’aide d’une équipe de bénévoles, des animations culturelles et des rencontres d’artistes contemporains[12].
- 1990 : À l’Hôtel Eden à Montreux en Suisse, exposition de grandes huiles sur toile.
- 1997 : Création du mouvement "Échanges et performances" qui réalise chaque année un événement différent. Sur un thème choisi, les artistes improvisent sous les yeux du public.
- 1998 : Exposition au siège de l’UNESCO à Paris.
- 2003 à 2011 : Exposition à la Fondation Mona Bismarck à Paris[13].
- 2014 et 2018 : Expositions en Chine, à Shanghai et à Chongqing[14].
- 2019 : Exposition dans le cadre du "Troisième Printemps de Kit Armstrong", festival de musique créé par le jeune pianiste à l'Eglise Sainte-Thérèse de Hirson (Picardie)[15],[16].

## Œuvres
- Musée d'Art moderne de Paris
  - Le jardin de Fresnoy en hiver, aquarelle

- Musée Matisse du Cateau-Cambrésis
  - La femme en bleu, huile sur toile
  - Fenêtre à Tahiti, huile sur toile

- Wang ch'i Museum of Fine Arts à Chongqing
  - Dunes, huile sur toile
  - Marine à Port Grimaud, huile sur toile
  - Régates à la bouée rouge, aquarelle

- Collection Gisèle Rueff-Beghin
  - L'automne, huile sur toile

- Collection Pétridès
  - Portrait d'un petit garçon, dessin à l'encre de Chine

- Chongqing Hong Yi Jiu Zhou International Culture and Art Development Co.
  - Six Ballet, huile sur toile

- Centre Commercial des Chênes, à Ermont[17]
  - Une forêt la nuit, mosaïque